# Isnik Alimi
Isnik Alimi (in macedone Исник Алими?; Struga, 2 febbraio 1994) è un calciatore macedone con cittadinanza albanese, centrocampista del Dalian Yingbo.

## Caratteristiche tecniche
Inizia la carriera da centravanti, prima di adattarsi a mezz'ala destra. A Vicenza è stato impiegato anche da regista.

## Carriera

### Club
Il 14 marzo 2013 viene tesserato dal Chievo, con cui vince il Campionato Primavera. Il 6 agosto 2014 passa in prestito al Lumezzane, in Lega Pro. Il 1º luglio 2015 viene messo sotto contratto dall'Atalanta, che il 31 agosto lo cede in prestito alla Maceratese, in Lega Pro. Il 22 luglio 2017 passa in prestito al L.R. Vicenza.
Il 9 agosto 2019 si trasferisce a titolo temporaneo all'Imolese, in Serie C. Il 18 settembre 2020 passa in prestito al Sebenico, nel campionato croato. Il 30 luglio 2021 si accorda per una stagione con il Qəbələ, società azera. Il 21 luglio 2022 esordisce nelle competizioni europee contro il Fehérvár, incontro preliminare valido per l'accesso alla fase a gironi di UEFA Europa Conference League.

### Nazionale
Ha giocato nella nazionale macedone Under-19 e nella nazionale albanese Under-21.
Nel settembre 2023 viene convocato per la prima volta dalla Macedonia del Nord, con cui esordisce il 9 del mese stesso nel pareggio per 1-1 contro l'Italia.

## Statistiche

### Presenze e reti nei club
Statistiche aggiornate al 30 agosto 2024.
| Stagione        | Squadra         | Campionato      | Campionato | Campionato | Coppe nazionali | Coppe nazionali | Coppe nazionali | Coppe continentali | Coppe continentali | Coppe continentali | Altre coppe | Altre coppe | Altre coppe | Totale | Totale |
| Stagione        | Squadra         | Comp            | Pres       | Reti       | Comp            | Pres            | Reti            | Comp               | Pres               | Reti               | Comp        | Pres        | Reti        | Pres   | Reti   |
| --------------- | --------------- | --------------- | ---------- | ---------- | --------------- | --------------- | --------------- | ------------------ | ------------------ | ------------------ | ----------- | ----------- | ----------- | ------ | ------ |
| 2011-2012       | Ohrid           | PL              | 14         | 2          | CM              | 0               | 0               | -                  | -                  | -                  | -           | -           | -           | 14     | 2      |
| 2012-2013       | Novigrad        | 3. HNL          | 0          | 0          | -               | -               | -               | -                  | -                  | -                  | -           | -           | -           | 0      | 0      |
| 2013-2014       | Chievo          | A               | 0          | 0          | CI              | 0               | 0               | -                  | -                  | -                  | -           | -           | -           | 0      | 0      |
| 2014-2015       | Lumezzane       | LP              | 26+1       | 2          | CI-LP           | 2               | 1               | -                  | -                  | -                  | -           | -           | -           | 29     | 3      |
| 2015-2016       | Maceratese      | LP              | 13         | 0          | CI-LP           | -               | -               | -                  | -                  | -                  | -           | -           | -           | 13     | 0      |
| 2016-2017       | Forlì           | LP              | 29+2       | 0+1        | CI-LP           | -               | -               | -                  | -                  | -                  | -           | -           | -           | 31     | 1      |
| 2017-2018       | Vicenza         | C               | 30+2       | 1+1        | CI+CI-C         | 2+1             | 0               | -                  | -                  | -                  | -           | -           | -           | 35     | 2      |
| 2018-2019       | Rimini          | C               | 31+2       | 0+1        | CI-C            | 2               | 0               | -                  | -                  | -                  | -           | -           | -           | 35     | 1      |
| 2019-2020       | Imolese         | C               | 23+2       | 0          | CI+CI-C         | 2+1             | 1+0             | -                  | -                  | -                  | -           | -           | -           | 28     | 1      |
| 2020-2021       | Sebenico        | 1. HNL          | 24         | 0          | CC              | 2               | 0               | -                  | -                  | -                  | -           | -           | -           | 26     | 0      |
| 2021-2022       | Qəbələ          | PL              | 27         | 8          | CA              | 5               | 2               | -                  | -                  | -                  | -           | -           | -           | 32     | 10     |
| 2022-2023       | Qəbələ          | PL              | 34         | 9          | CA              | 5               | 3               | UECL               | 2                  | 0                  | -           | -           | -           | 41     | 12     |
| Totale Qəbələ   | Totale Qəbələ   | Totale Qəbələ   | 61         | 17         |                 | 10              | 5               |                    | 2                  | 0                  |             | -           | -           | 73     | 22     |
| 2023-2024       | Sepsi           | L1              | 19+8       | 4+2        | CR              | 2               | 0               | UECL               | 6                  | 3                  | SR          | 0           | 0           | 35     | 9      |
| 2024-2025       | Sepsi           | L1              | 8          | 0          | CR              | 0               | 0               | -                  | -                  | -                  | -           | -           | -           | 8      | 0      |
| Totale Sepsi    | Totale Sepsi    | Totale Sepsi    | 35         | 6          |                 | 2               | 0               |                    | 6                  | 3                  |             | 0           | 0           | 43     | 9      |
| Totale carriera | Totale carriera | Totale carriera | 295        | 31         |                 | 24              | 7               |                    | 8                  | 3                  |             | 0           | 0           | 327    | 41     |

### Cronologia presenze e reti in nazionale
| Cronologia completa delle presenze e delle reti in nazionale ― Macedonia del Nord | Cronologia completa delle presenze e delle reti in nazionale ― Macedonia del Nord | Cronologia completa delle presenze e delle reti in nazionale ― Macedonia del Nord | Cronologia completa delle presenze e delle reti in nazionale ― Macedonia del Nord | Cronologia completa delle presenze e delle reti in nazionale ― Macedonia del Nord | Cronologia completa delle presenze e delle reti in nazionale ― Macedonia del Nord | Cronologia completa delle presenze e delle reti in nazionale ― Macedonia del Nord | Cronologia completa delle presenze e delle reti in nazionale ― Macedonia del Nord |
| Data                                                                              | Città                                                                             | In casa                                                                           | Risultato                                                                         | Ospiti                                                                            | Competizione                                                                      | Reti                                                                              | Note                                                                              |
| --------------------------------------------------------------------------------- | --------------------------------------------------------------------------------- | --------------------------------------------------------------------------------- | --------------------------------------------------------------------------------- | --------------------------------------------------------------------------------- | --------------------------------------------------------------------------------- | --------------------------------------------------------------------------------- | --------------------------------------------------------------------------------- |
| 9-9-2023                                                                          | Skopje                                                                            | Macedonia del Nord                                                                | 1 – 1                                                                             | Italia                                                                            | Qual. Euro 2024                                                                   | -                                                                                 | 74’ 88’                                                                           |
| 12-9-2023                                                                         | Ta' Qali                                                                          | Malta                                                                             | 0 – 2                                                                             | Macedonia del Nord                                                                | Qual. Euro 2024                                                                   | -                                                                                 |                                                                                   |
| 17-10-2023                                                                        | Strumica                                                                          | Macedonia del Nord                                                                | 3 – 1                                                                             | Armenia                                                                           | Amichevole                                                                        | -                                                                                 | 38’ 72’                                                                           |
| 17-11-2023                                                                        | Roma                                                                              | Italia                                                                            | 5 – 2                                                                             | Macedonia del Nord                                                                | Qual. Euro 2024                                                                   | -                                                                                 | 64’                                                                               |
| 20-11-2023                                                                        | Skopje                                                                            | Macedonia del Nord                                                                | 1 – 1                                                                             | Inghilterra                                                                       | Qual. Euro 2024                                                                   | -                                                                                 | 75’                                                                               |
| 3-6-2024                                                                          | Fiume                                                                             | Croazia                                                                           | 3 – 0                                                                             | Macedonia del Nord                                                                | Amichevole                                                                        | -                                                                                 |                                                                                   |
| 10-6-2024                                                                         | Hradec Králové                                                                    | Rep. Ceca                                                                         | 2 – 1                                                                             | Macedonia del Nord                                                                | Amichevole                                                                        | 1                                                                                 |                                                                                   |
| 7-9-2024                                                                          | Tórshavn                                                                          | Fær Øer                                                                           | 1 – 1                                                                             | Macedonia del Nord                                                                | UEFA Nations League 2024-2025 - 1º turno                                          | -                                                                                 | 90+3’                                                                             |
| 10-9-2024                                                                         | Skopje                                                                            | Macedonia del Nord                                                                | 2 – 0                                                                             | Armenia                                                                           | UEFA Nations League 2024-2025 - 1º turno                                          | -                                                                                 | 59’                                                                               |
| 10-10-2024                                                                        | Riga                                                                              | Lettonia                                                                          | 0 – 3                                                                             | Macedonia del Nord                                                                | UEFA Nations League 2024-2025 - 1º turno                                          | -                                                                                 |                                                                                   |
| 13-10-2024                                                                        | Erevan                                                                            | Armenia                                                                           | 0 – 2                                                                             | Macedonia del Nord                                                                | UEFA Nations League 2024-2025 - 1º turno                                          | 1                                                                                 |                                                                                   |
| 14-11-2024                                                                        | Skopje                                                                            | Macedonia del Nord                                                                | 1 – 0                                                                             | Lettonia                                                                          | UEFA Nations League 2024-2025 - 1º turno                                          | -                                                                                 |                                                                                   |
| 17-11-2024                                                                        | Skopje                                                                            | Macedonia del Nord                                                                | 1 – 0                                                                             | Fær Øer                                                                           | UEFA Nations League 2024-2025 - 1º turno                                          | -                                                                                 | 13’                                                                               |
| 22-3-2025                                                                         | Vaduz                                                                             | Liechtenstein                                                                     | 0 – 3                                                                             | Macedonia del Nord                                                                | Qual. Mondiali 2026                                                               | -                                                                                 | 46’                                                                               |
| 25-3-2025                                                                         | Skopje                                                                            | Macedonia del Nord                                                                | 1 – 1                                                                             | Galles                                                                            | Qual. Mondiali 2026                                                               | -                                                                                 | 61’                                                                               |
| Totale                                                                            |                                                                                   | Presenze                                                                          | 15                                                                                |                                                                                   | Reti                                                                              | 2                                                                                 |                                                                                   |

## Palmarès

### Club

#### Competizioni giovanili
- Campionato Primavera: 1

Chievo: 2013-2014

#### Competizioni nazionali
- Coppa d'Azerbaigian: 1

Qəbələ: 2022-2023
- Supercoppa di Romania: 1

Sepsi: 2023